# ジェニーン・ジョーンズ
ジェニーン・アン・ジョーンズ（英: Genene Anne Jones、1950年7月13日 - ）は、1970年代から1980年代にかけて、自身が担当する60人余りの乳幼児を殺害した疑いがある准看護師・ヘルスケア・シリアルキラーである。
1984年に、小児ふたりの殺害・傷害（殺人未遂）の罪で有罪判決を受けた。殺害にはジゴキシン（強心薬）やヘパリン（抗凝固薬）、後にはサクシニルコリン（筋弛緩薬）が用いられたが、代理ミュンヒハウゼン症候群やヒーロー・コンプレックスを抱えていた可能性が指摘されている。
最初の有罪判決後、ジョーンズが務めていた時期の公式記録が破棄されたことから、被害者の正確な数は分かっていないが、これは病院側が新たな起訴を阻止するためだったのではないかと考えられている。

## 出自と経歴
ジョーンズは1950年7月13日にテキサス州サンアントニオで生まれ、ナイトクラブのオーナー夫妻に養子として引き取られた。16歳の時には弟がパイプ爆弾で自殺し、翌年養父も末期癌で死亡した。
彼女は高校時代の恋人と1968年に結婚し、子どもを1人もうけた後、1974年に離婚した（その後1977年に復縁し、さらにもう1人が生まれている）。起訴の直前、ジョーンズは19歳の看護助手と再婚したが、起訴後の1983年12月に相手側から離婚届が提出された。最初の結婚の頃は美容師として働いていたが、1977年に資格取得のため看護学校へ入学した。卒業後はサンアントニオのメソジスト病院、またある私立病院に勤務したが、出しゃばった判断を行うなどの理由で長続きしなかったという。
彼女はベア郡立病院（現ユニバーシティ・ヘルス・システム）の小児集中治療室で准看護師として働き始めたが、ジョーンズの勤務中には、彼女が看護した子どもたちが大勢亡くなっていた。病院は訴訟を起こされることを恐れ、ジョーンズを含めた准看護師全員へ解雇に応じるよう求め、代わりに小児集中治療室のスタッフを正看護師のみに変更した。解雇前、ジョーンズの勤務時間は「死のシフト」、また彼女自身も「死の看護師」と呼ばれていたほどだったが、ベア郡の検死医に異状死に関する報告は一切無かったという。1984年にジョーンズが有罪判決を受けた後、ベア郡立病院は彼女が勤務していた時期の公式記録を破棄しており、正確な被害者数は分かっていない。
彼女はその後、サンアントニオに程近いテキサス州カーヴィルに移り、小児科の開業病院に勤めることになった。彼女はここで6人の子どもへ毒を盛ったとして罪に問われた。医師は自分とジョーンズしか入ることのできない薬品庫で、穿刺の痕が残るサクシニルコリン（筋弛緩剤）の瓶を見つけた。中身は満量に見えたが、後の調査で希釈されていたことが判明した。この脱分極性筋弛緩薬は、投与すると全身の筋肉が弛緩して心停止・呼吸不全・窒息を引き起こすことになる。ジョーンズは自身の働きについて、カーヴィルで小児集中治療室を設立する助けがしたかったのだと主張した。

## 刑事訴追
ジョーンズは1983年に逮捕され、カーヴィルの開業病院にて15ヶ月の女児をサクシニルコリンで殺した罪で、1984年2月に99年の禁錮刑を言い渡された。また同じ年の10月には、ヘパリン（抗凝固薬）による4ヶ月の男児殺人未遂で60年の禁錮刑判決を受けた。
2016年3月の段階で、ジョーンズはテキサス刑事司法部のレーン・マリー・ユニットに収監されていた。彼女は刑務所の過密を防ぐために作られた以前の州法により、2018年3月に満期釈放となることが決まっていた（この法律は、模範囚の刑期を実質的に3分の1にするものだった）。これを防ぐため、ジョーンズは2017年3月25日に、致死量の抗てんかん薬を投与して11ヶ月の乳児を殺害した罪で起訴された。ベア郡の地方検事を務めるニコ・ラフッドは、他の子どもたちに対する殺人罪についても起訴される可能性を示唆した。1984年に言い渡された刑期が満了した後、彼女は州の拘置所に移され、新たな刑事訴追の手続開始を待つ状況である。
2020年1月16日、ジョーンズは司法取引により1981年12月12日に生後11か月のジョシュア・ソーヤーを殺害した罪を認める代わりにこれは他の4つの容疑が取り下げられ、仮釈放のある終身刑を宣告された。但し、早くてもジョーンズが87歳になるまでは仮釈放されない。

## メディア
1991年のテレビ映画『デッドリー・メディスン』（原題）では、スーザン・ラッタンがジョーンズを演じたほか、2002年のオリジナルビデオ映画『マス・マーダー』（原題、英: "Mass Murder"）ではアリシア・バータが彼女を演じた。またディスカバリーチャンネルのドキュメンタリーシリーズ『フォレンジック・ファイルズ』（原題）では、"Lethal Injection"（意味：致死量の注射）として彼女の事件が取り上げられたほか（シーズン5エピソード10）、2016年にイギリスで制作されたドキュメンタリーシリーズ『ナーシズ・フー・キル』（原題、英: ""Nurses Who Kill""）のシーズン1エピソード3、インヴェスティゲーション・ディスカヴァリーのシリーズ『デッドリー・ウィメン』（原題、英: ""Deadly Women""）のシーズン2エピソード4『ダーク・シークレッツ』（原題、英: ""Dark Secrets""）でも取り上げられた。また、スティーヴン・キングの小説『ミザリー』に登場するアニー・ウィルクスの造型に影響を与えたと言われている。